# Thomisus obscuratus
Thomisus obscuratus là một loài nhện trong họ Thomisidae.
Loài này thuộc chi Thomisus. Thomisus obscuratus được Lodovico di Caporiacco miêu tả năm 1947.